# ميخائيل في. لويس
ميخائيل في. لويس (بالإنجليزية: Michael V. Lewis)‏ هو منتج أفلام وشخصية أعمال أمريكي، ولد في 6 يوليو 1963 في سان خوان في الولايات المتحدة.